# هیروشی کیچیسه
هیروشی کیچیسه (انگلیسی: Hiroshi Kichise؛ زادهٔ ۱۰ ژوئیهٔ ۱۹۸۳) بازیکن فوتبال اهل ژاپن است.
از باشگاه‌هایی که در آن بازی کرده‌است می‌توان به باشگاه فوتبال کونسادول ساپورو اشاره کرد.